# رخصت (مجموعه تلویزیونی)
رخصت یک مجموعه تلویزیونی مناسبتی محصول سال ۱۳۹۳ به کارگردانی قدرت‌الله صلح‌میرزایی، نویسندگی سیده فاطمه موسوی و تهیه‌کنندگی احمد دیری می‌باشد که به صورت همزمان از دو شبکه قرآن و سه پخش شد. این مجموعه در ۱۴ قسمت ۵۰ دقیقه‌ای تهیه شد.

## خلاصه داستان
این مجموعه قصهٔ یک پدر و پسر که پس از فوت پدر، پسر دچار مشکلاتی می‌شود را بیان می‌کند. قصهٔ این سریال در دل محرم اتفاق می‌افتد

## بازیگران
- یوسف مرادیان
- بابک انصاری
- عنایت بخشی
- منوچهر آذر
- ثریا قاسمی
- نیما شاهرخ‌شاهی
- محمد امین
- مجید مشیری
- سیروس کهوری‌نژاد
- فرج‌الله گل‌سفیدی
- مارال فرجاد
- افسانه ناصری
- بیتا خردمند
- نیلوفر یمینی
- امیرحسین کافتری
- حسین لطیفی
- روجا نجف‌زاده